# 8-й армейский корпус (Великобритания)
8-й армейский корпус (англ. VIII Corps) — общевойсковое оперативно-тактическое объединение войск Великобритании в Первой и Второй мировых войнах.

## Формирование и боевой путь
Согласно мобилизационного плана 1876 года опубликованного в печати, вооружённые силы Соединённого королевства Великобритании и Ирландии формировались из восьми корпусов Действующей армии. Штаб 8-го армейского корпуса должен был размещаться в Эдинбурге. Эта схема была отвергнута в 1881 году.

### Первая мировая война
8-й армейский корпус был сформирован в Галлиполи на базе высадившихся там войск. Основным британским фронтом был мыс Геллес на южной оконечности полуострова. По мере того как корпусные части увязали в османской обороне британским министерством обороны присылались дополнительные дивизии для спасения ситуации. Таким образом, в мае 1915 года эти дивизии составили собой Британский армейский корпус, который в июне был преобразован в 8-й армейский корпус. Бессменным командующим корпусом стал генерал-лейтенант Айлмер Хантер-Вестон, осуществлявший руководство дивизиями ещё в момент высадки. По завершении неудачной кампании все войска Антанты покинули Галлиполийский полуостров.
После переформирования корпус был направлен на Западный фронт, во Францию, в марте 1916 года. 1 июля корпусные дивизии приняли участие в начальном этапе Соммской битвы. Неумелыми действиями руководства корпуса и был обусловлен провал наступления на северном участке фронта. Туннельные роты заблаговременно осуществили подкоп к немецкому редуту Хоторн-Ридж, находившемуся напротив боевых позиций 8-го корпуса, и заложили под редутом большой запас взрывчатки. Но даже после его подрыва войска Хантер-Вестона не смогли полностью захватить образовавшийся кратер и понесли тяжёлые потери.
После этого в серьёзных операциях корпус участия не принимал. Корпус был расформирован в июне 1918 года, когда Хантер-Вестон был назначен командующим 18-м армейским корпусом, однако последний, в свою очередь, был переименован в 8-й уже в июле. В этом качестве он в определённой мере поучаствовал в Стодневном наступлении завершившем Первую мировую войну.

#### Состав корпуса
период Галлиполийской кампании:
- 29-я пехотная дивизия[2]
- 42-я (Восточноланкаширская) пехотная дивизия
- 52-я (Низовская) пехотная дивизия
- 63-я (королевская военно-морская) дивизия
- 29-я индийская пехотная бригада[3]
- 13-я рота базового склада королевского инженерного корпуса
- 254-я туннельная рота королевского инженерного корпуса
- подразделение почтовой службы

Западный фронт:
- июнь 1916[4]
  - 4-я пехотная дивизия
  - 29-я пехотная дивизия
  - 31-я пехотная дивизия
  - 48-я (Южномидлендская) пехотная дивизия
- октябрь-ноябрь 1918[5]
  - 8-я пехотная дивизия
  - 12-я (Восточная) пехотная дивизия
  - 52-я (Низовская) пехотная дивизия
  - 58-я (2/1 Лондонская) пехотная дивизия[6]

#### Командующие
- генерал-лейтенант Айлмер Хантер-Вестон (май 1915 — ноябрь 1918)[7]

### Вторая мировая война
8-й армейский корпус сражался на Западном фронте в 1944 и 1945 годах в составе британской 2-й полевой армии. С 21 января по 27 ноября 1944 года им командовал генерал-лейтенант Ричард О’Коннор. Он играл важную роль в операциях «Эпсом», «Юпитер», «Гудвуд» и «Блюкот», прежде чем был сокращён и перемещён в резерв до начала наступления из Нормандии.
Корпус играл вспомогательную роль во время Голландской операции на восточном фланге 30-го армейского корпуса с 12-м армейским корпусом к западу от 30-го армейского корпуса, захватив голландские города Дёрне и Хелмонд, и принял участие в наступлении на Венрай и Венло. Затем в операции «Созвездие», которая началась 12 октября 1944 года. 8-й корпус, которым командовал генерал-лейтенант Эвелин Баркер, позднее принял участие в Рейнской операции, форсировал Эльбу и занял Плён в Шлезвиг-Гольштейне.

#### Состав корпуса
В начале Нормандской операции он включал в себя:
- Гвардейская бронетанковая дивизия (позднее переведена в 30-й армейский корпус)
- 11-я бронетанковая дивизия (позже переведена в 30-й армейский корпус)
- 15-я (шотландская) пехотная дивизия (позже переведена в 12-й армейский корпус)
- 6-я гвардейская танковая бригада
- 8-я армейская группа Королевской артиллерии (8th Army Group Royal Artillery)[8]
  - 25-й артиллерийский полк Королевской артиллерии[9]
  - 61-й (Кэрнарвонский и Денбийский йоменский) средний артиллерийский полк Королевской артиллерии[10]
  - 63-й средний артиллерийский полк Королевской артиллерии[11]
  - 77-й йоменский артиллерийский полк герцога Ланкастерского[12]
  - 53-й (Бедфордширский йоменский) тяжёлый артиллерийский полк Королевской артиллерии[13]
- Подразделения корпусного подчинения:[14]
  - 2-й дворцовый кавалерийский полк
  - 91-й (Аргайльский и Сазерлендский Горский) противотанковый полк Королевской артиллерии[15][16]
  - 121-й (Лестерширский полк) лёгкий зенитный полк Королевской артиллерии[17][18]
  - 10-й разведывательный полк Королевской артиллерии[19]
  - Королевские инженеры 8-го армейского корпуса
  - Связисты 8-го армейского корпуса

#### Командующие
- генерал-лейтенант Артур Грассе (1941—1943)
- генерал-лейтенант Ричард О’Коннор (21 января 1944 — 27 ноября 1944)